# Manoel Viana
Manoel Viana là một đô thị thuộc bang Rio Grande do Sul, Brasil. Đô thị này có diện tích 1390,7 km², dân số năm 2007 là 6785 người, mật độ 4,88 người/km².